# الدوري التونسي لكرة اليد 2024–25
الدوري التونسي لكرة اليد 2024–25 هو الدورة 70 من الدوري التونسي لكرة اليد للرجال. 

## روابط خارجية
- الموقع الرسمي للجامعة التونسية لكرة اليد.